# Buddy (SPYAIRの曲)
「Buddy」（バディー）は、SPYAIRの楽曲。2025年1月16日にSony Music Labelsより配信限定で発売された。

## 解説
前作「青」から2ヶ月半ぶりのリリース。
表題曲「Buddy」はフジテレビ系ドラマ「問題物件」主題歌。この曲には「なんでもないような日常でも、大切にしている人がいれば世界は輝く」というメッセージが込められている。なおSPYAIRがドラマの主題歌を手がけるのは2017年放送の「ウツボカズラの夢」以来約8年ぶりとなる。
また、2025年5月5日よりスタートする全国ツアー『SPYAIR TOUR 2025 - BUDDY -』にて会場限定CD「Buddy」が販売される。表題曲フジテレビ水10ドラマ『問題物件』主題歌「Buddy」に加え、2024年リリースの「オレンジ」と「青」を冠した全国ツアーよりタイトル楽曲2曲のライブ音源＆映像が収録される。

## 収録曲
1. Buddy
  - フジテレビ系ドラマ「問題物件」主題歌

## 会場限定CD収録曲

### Disc1：CD
1. Buddy
  - フジテレビ系ドラマ「問題物件」主題歌
2. オレンジ Live at EX THEATER ROPPONGI 2024.5.5
3. 青 Live at Zepp Haneda (TOKYO) 2024.12.16
4. Buddy  (Instrumental)

### Disc2：Blu-ray
1. Buddy - Music Video
2. Buddy - Music Video Behind The Scenes
3. オレンジ - Live at EX THEATER ROPPONGI 2024.5.5
4. 青 - Live at Zepp Haneda (TOKYO) 2024.12.16